# Georg Balthasar Schott
Georg Balthasar Schott (* 22. Oktober 1686 in Schönau; † 26. März 1736 in Gotha) war ein deutscher Komponist, Kantor und Organist.

## Leben
Schott wurde als Sohn des Schulmeisters Burkhard Schott in Schönau/Hörsel im Herzogtum Sachsen-Gotha geboren. Nach Besuch des Gymnasiums in Gotha und der Universität Jena (ab 1709) schrieb sich Schott 1714 an der Universität Leipzig ein. Ein Jahr später bewarb er sich erfolglos um das Stadtkantorat in Gotha. Am 1. August 1720 wurde er Nachfolger als Musikdirektor der Neukirche in Leipzig für Johann Gottfried Vogler. Er behielt dieses Amt bis 1729, nachdem er sich erfolglos 1722/1723 um das Amt des Thomaskantors und 1727 als Stadtkantor für Chemnitz beworben hatte.
Offenbar schon 1718 hatte er die Leitung des von Georg Philipp Telemann im Jahre 1701 gegründeten Collegium Musicum von Vogler übernommen, mit welchem er wöchentlich zunächst bey Herrn Hemm, auf dem Raths-Wein-Keller, ab 1723  bey Herrn Gottfried Zimmermannen, Sommers-Zeit Mittwochs, auf der Wind-Mühl-Gasse, im Garten, von 4 bis 6 Uhr, und Winters-Zeit Freitags im Caffée-Hause, auf der Cather-Strasse, von 8 bis 10 Uhr (Zimmermannsches Kaffeehaus) auftrat. In dieser Zeit arbeitete er eng mit Johann Sebastian Bach zusammen, der als Gastdirigent und Solist im Collegium Musicum auftrat und nach dem Weggang Schotts dessen Leitung übernahm.
Im Jahre 1729 wurde er als Stadtkantor für Gotha berufen, wo er bis zu seinem Tode wirkte. Am 19. September 1730 heiratete er in Wechmar Sophia Christina Conradi, die Tochter des dortigen Pfarrers.

## Werk
- Der richtende Paris (Drama, aufgeführt im Jahre 1722 in Erinnerung des ersten Besuches Maria Josephas in Leipzig)
- Landesvater! Held August! (Ode, Text: Johann Christoph Gottsched; aufgeführt im Jahre 1728 zum Geburtstag Augusts des Starken)
- Pfingstkantate Du unbegreiflich höchstes Gut
- Kantate Komm heiliger Geist, heiliger Gott